# Modello autoregressivo
In statistica e in teoria dei segnali un modello autoregressivo indicato con {\displaystyle AR,} o {\displaystyle AR(p)} dove {\displaystyle p} è l'ordine del modello, è la rappresentazione di un tipo di processo stocastico; come tale descrive alcuni processi che variano nel tempo come l'economia, ecc. Il modello autoregressivo è un modello lineare che specifica che la variabile in uscita dipende linearmente dai valori delle uscite precedenti. Si tratta di un caso particolare del modello ARMA più generale delle serie storiche.

## Descrizione
Matematicamente si presenta così:
{\displaystyle z_{t}=\phi _{1}z_{t-1}+\phi _{2}z_{t-2}+\dots +\phi _{p}z_{t-p}+\varepsilon _{t}=\sum _{i=1}^{p}\phi _{i}z_{t-i}+\varepsilon _{t},}
dove i parametri {\displaystyle {\phi _{1}}}, {\displaystyle {\phi _{2}},\ldots ,{\phi _{p}}} costituiscono i coefficienti della regressione lineare della variabile casuale {\displaystyle z_{t}}  rispetto ai suoi stessi valori passati, {\displaystyle \varepsilon _{t}} è il processo di rumore bianco per cui il termine di errore.
In generale, lavorando con processi {\displaystyle AR(p),} risulta conveniente utilizzare l'operatore backshift {\displaystyle B,} denominato anche lag operator, che semplifica notevolmente determinate relazioni. Tale operatore si definisce come:
{\displaystyle Bz_{t}=z_{t-1}}
e più in generale:
{\displaystyle B^{m}z_{t}=z_{t-m}.}
Quindi:
{\displaystyle \varepsilon _{t}=z_{t}-\sum _{i=1}^{p}\phi _{i}z_{t-i}=\left(1-\sum _{i=1}^{p}\phi _{i}B^{i}\right)z_{t}.}
Se si considera una costante, ad esempio, la media {\displaystyle \mu } si può dimostrare che:
{\displaystyle B^{m}\mu =\mu .}
Per processo autoregressivo {\displaystyle AR(1)}, di ordine 1, si ha:
{\displaystyle \varepsilon _{t}=(1-{\phi }B)z_{t}}
che, invertendo ed espandendo in serie, può essere scritto come:
{\displaystyle z_{t}=(1-{\phi }B)^{-1}\varepsilon _{t}=(1+{\phi }B+{\phi }^{2}B^{2}+\cdots )\varepsilon _{t}=\varepsilon _{t}+\phi \varepsilon _{t-1}+\phi ^{2}\varepsilon _{t-2}+\cdots .}
Si dimostra facilmente che questa serie converge per {\displaystyle {\phi }<1}, che costituisce la condizione di stazionarietà.
Il processo {\displaystyle AR(1)} ha quindi funzione di autocorrelazione {\displaystyle \rho _{k}=\phi ^{k}} la quale tende a zero in modo monotono per  {\displaystyle \phi >0} e varia tra {\displaystyle -1} e {\displaystyle 1} per  {\displaystyle \phi <0.}

## Esempio
Modello {\displaystyle AR(1),} dati relativi alla concentrazione di una soluzione chimica, George Box e Gwilym Jenkins (1976):
```
17,0 16,6 16,3 16,1 17,1 16,9 16,8 17,4 17,1 17,0 16,7 17,4 17,2 17,4
17,4 17,0 17,3 17,2 17,4 16,8 17,1 17,4 17,4 17,5 17,4 17,6 17,4 17,3
17,0 17,8 17,5 18,1 17,5 17,4 17,4 17,1 17,6 17,7 17,4 17,8 17,6 17,5
16,5 17,8 17,3 17,3 17,1 17,4 16,9 17,3 17,6 16,9 16,7 16,8 16,8 17,2
16,8 17,6 17,2 16,6 17,1 16,9 16,6 18,0 17,2 17,3 17,0 16,9 17,3 16,8
17,3 17,4 17,7 16,8 16,9 17,0 16,9 17,0 16,6 16,7 16,8 16,7 16,4 16,5
16,4 16,6 16,5 16,7 16,4 16,4 16,2 16,4 16,3 16,4 17,0 16,9 17,1 17,1
16,7 16,9 16,5 17,2 16,4 17,0 17,0 16,7 16,2 16,6 16,9 16,5 16,6 16,6
17,0 17,1 17,1 16,7 16,8 16,3 16,6 16,8 16,9 17,1 16,8 17,0 17,2 17,3
17,2 17,3 17,2 17,2 17,5 16,9 16,9 16,9 17,0 16,5 16,7 16,8 16,7 16,7
16,6 16,5 17,0 16,7 16,7 16,9 17,4 17,1 17,0 16,8 17,2 17,2 17,4 17,2
16,9 16,8 17,0 17,4 17,2 17,2 17,1 17,1 17,1 17,4 17,2 16,9 16,9 17,0
16,7 16,9 17,3 17,8 17,8 17,6 17,5 17,0 16,9 17,1 17,2 17,4 17,5 17,9
17,0 17,0 17,0 17,2 17,3 17,4 17,4 17,0 18,0 18,2 17,6 17,8 17,7 17,2
17,4
```